# 耐力賽

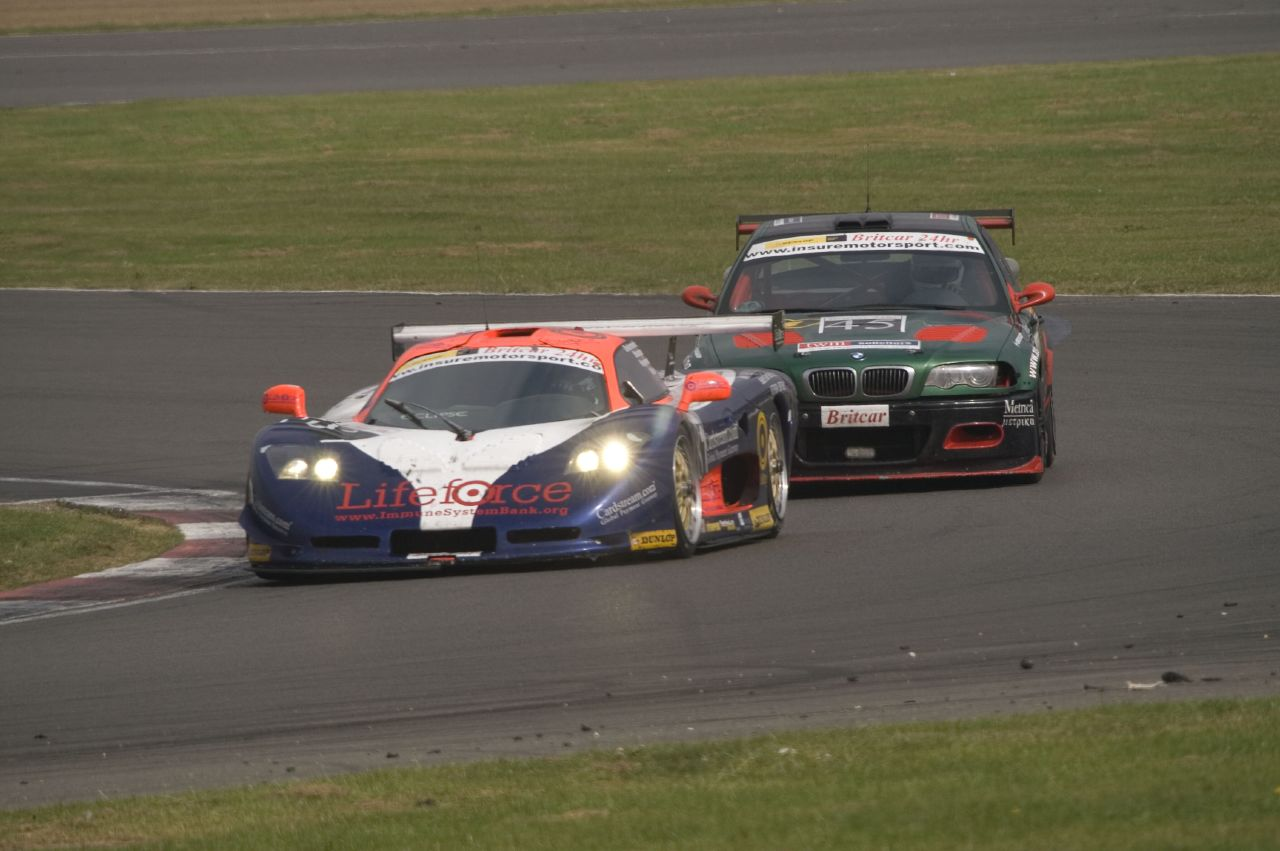
耐力賽

耐力賽是一种在规定赛道上进行长时间连续行驶的動力運動比赛。比赛车辆根据发动机的工作容积分为若干级别，比赛中每车可允許2至3名驾驶员轮流驾驶。
耐力赛常见的行駛長度為500公里（约3小时完賽）或1,000公里（约6小时完賽）。更长的耐力赛行駛長度可能長達1,600公里，車手要花費12小时甚至24小时才能完賽。